# 坪内逍遥

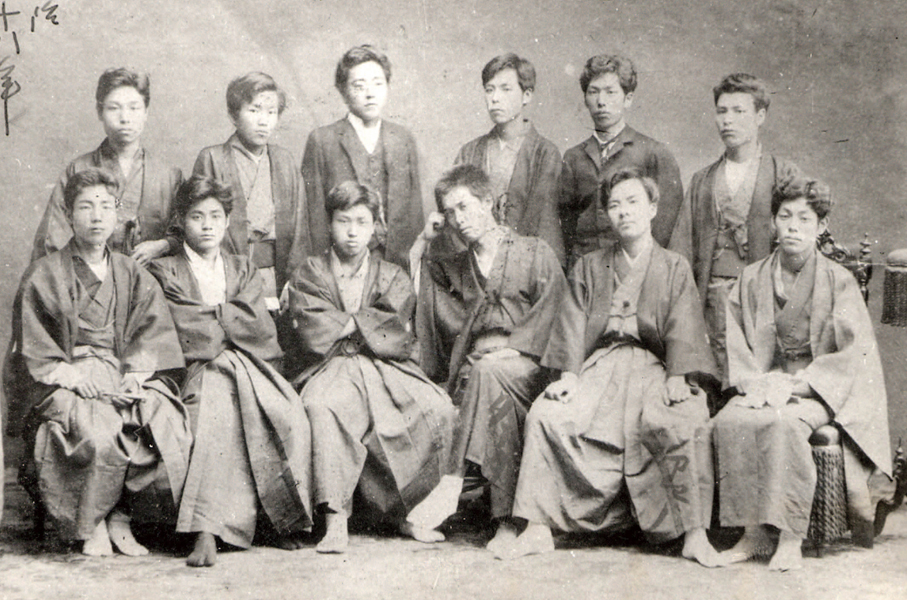
初期東京専門学校の学生と教員（前列右から坪内逍遥、天野為之、高田早苗）

坪内 逍遥（つぼうち しょうよう、旧字体：坪󠄁內 逍遙、1859年6月22日（安政6年5月22日） - 1935年（昭和10年）2月28日）は、日本の小説家、評論家、翻訳家、劇作家。小説家としては主に明治時代に活躍した。代表作に『小説神髄』『当世書生気質』及びシェイクスピア全集の翻訳があり、近代日本文学の成立や演劇改良運動に大きな影響を与えた。本名：坪内雄蔵。別号に「朧ろ月夜に如くものぞなき」の古歌にちなんだ春のやおぼろ（春廼屋朧）、春のや主人など。俳句も詠んだ。

## 生涯
尾張藩領であった美濃国加茂郡太田宿（現・岐阜県美濃加茂市）で、江戸幕末期に生まれた。父の坪内平右衛門信之（後に平之進→其楽と改名）は尾張藩士で太田代官所の手代を務めており、明治維新とともに一家で実家のある名古屋の笹島村へ戻った。母は名古屋で酒造業を営んだ松屋藤兵衛の娘ミチ。父から漢学書類を読まされた他に、母の影響を受け、11歳頃から貸本屋に通い、読本、草双紙などの江戸戯作や俳諧、和歌に親しみ、ことに滝沢馬琴に心酔した。
愛知外国語学校（現・愛知県立旭丘高等学校）時代に岐阜県の選抜生となり1876年（明治9年）に開成学校入学、東京大学予備門（後の第一高等学校）を経て、東京大学文学部政治科を1883年（明治16年）に卒業し文学士となる。在学中は西洋文学を学び、詩人の作品の他、同級の親友・高田早苗の勧めで西洋小説も広く読むようになった。1880年（明治13年）にウォルター・スコット『ランマームーアの花嫁』の翻訳『春風情話』（橘顕三名義）を刊行。また高田や、市島春城、小田一郎、石渡敏一などと神保町の天ぷら屋に通ったが、この時の経験が『当世書生気質』の題材になった。
その後、高田早苗に協力して、早稲田大学の前身である東京専門学校の講師となり、後に早大教授となっている。1884年（明治17年）にウォルター・スコット『湖上の美人』の翻訳『泰西活劇 春窓綺話』（共訳、服部誠一名義）、シェイクスピア『ジュリアス・シーザー』の翻訳『該撒奇談 自由太刀余波鋭鋒』を出版。
1885年（明治18年）に評論『小説神髄』を発表。小説を美術（芸術）として発展させるために、江戸時代の勧善懲悪の物語を否定し、小説はまず人情を描くべきで、世態風俗の描写がこれに次ぐと論じた。この心理的写実主義によって日本の近代文学の誕生に大きく貢献した。またその理論を実践すべく小説『当世書生気質』（「春のやおぼろ先生」名義）を著した。しかし逍遙自身がそれまでの戯作文学の影響から脱しきれておらず、これらの近代文学観が不完全なものに終っていることが、後に二葉亭四迷の『小説総論』『浮雲』によって批判的に示された。当時書生であった矢崎嵯峨の屋の作品を春の屋主人補助の名で出版されることもあった。
1889年（明治22年）に徳富蘇峰の依頼で『国民之友』に「細君」を発表して後は小説執筆を断ち、1890年（明治23年）からシェイクスピアと近松門左衛門の本格的な研究に着手。1891年（明治24年）、雑誌『早稲田文学』を創刊する。1897年（明治30年）前後に戯曲として新歌舞伎『桐一葉』『沓手鳥孤城落月』『お夏狂乱』『牧の方』などを書き、演劇の近代化に果たした役割も大きい。1906年（明治39年）、島村抱月らと文芸協会を開設し、新劇運動の先駆けとなった。雑誌『早稲田文学』の成立にも貢献した。1913年（大正2年）以降にも戯曲『役の行者』『名残の星月夜』『法難』などを執筆する。
『役の行者』は1913年（大正2年）に完成し、出版する予定となっていたが、島村抱月と松井須磨子の恋愛事件があり、作中の行者、その弟子の広足、女魔神の関係が、逍遥・抱月・須磨子の関係を彷彿させると考えて急遽、出版を中止した。1916年（大正5年）にこの改訂作『女魔神』を『新演芸』誌に発表し、翌年『役の行者』の題で出版した。
1922年（大正11年）には有楽座で児童劇の公演が行われることとなり指導にあたった。
一方、同年には再改訂作『行者と女魔』を発表。初演は1924年（大正13年）に、初稿によって、築地小劇場で最初の創作劇として上演され、高い世評を得た。その後も初稿および改訂版により上演が行われている。また同じ題材で、挿絵も自身の手による絵巻物『神変大菩薩伝』を1932年（昭和7年）に発表した。1920年（大正9年）には『役の行者』は吉江喬松によって「レルミット」（l'Ermite）の題でフランス語訳されて出版、詩人アンリィ・ド・レニェらによって賞賛を得た。
また、1909年『ハムレット』に始まり1928年（昭和3年）『詩編其二』に至るまで独力でシェイクスピア全作品を翻訳刊行した。早稲田大学坪内博士記念演劇博物館は、逍遙の古稀とシェイクスピア全訳の偉業を記念して創設されたものである。
また、完訳記念公演として築地小劇場が『真夏の夜の夢』を帝国劇場で上演した。
早稲田大学の講義は続けていたが、1927年（昭和2年）7月、「老齢任に堪えず」として総長に辞意を伝え、同年12月末、『リア王』の講義が終了するのを機会に教壇から退いた。
1933年（昭和8年）には新劇、新劇場が製作する『源氏物語』に顧問の1人として名を連ねたが、劇は上演直前に中止命令を受けている。
晩年は静岡県熱海市に建てた双柿舎に移り住み、訪ねて来るのは河竹繁俊くらいであったという。町立熱海図書館（現・熱海市立図書館）の設置に協力しており、この図書館は「逍遥先生記念町立熱海図書館」「逍遙先生記念市立熱海図書館」を名乗っていた時期もあった（1936年7月より1944年8月まで）。最後までシェイクスピア全集の訳文改訂に取り組み、『新修シェークスピア全集』刊行とほぼ同時に逝去した。
1935年（昭和10年）2月28日、感冒に気管支カタルを併発し、双柿舎にて死去。享年77。墓所は海蔵寺（熱海市）。戒名は双柿院始終逍遙居士。

## 家族・親族
逍遥の祖母は、尾張藩士で俳人竹村鶴叟の妹リオである。舞踊家の西川嘉義は竹村鶴叟の孫であるので親族。西川嘉義が自殺して悲しんだ逍遥は、1922年（大正11年）坪内逍遥の撰文による記念碑を八事興正寺に建てた。その中で、逍遥は次のように嘉義の事を評している。

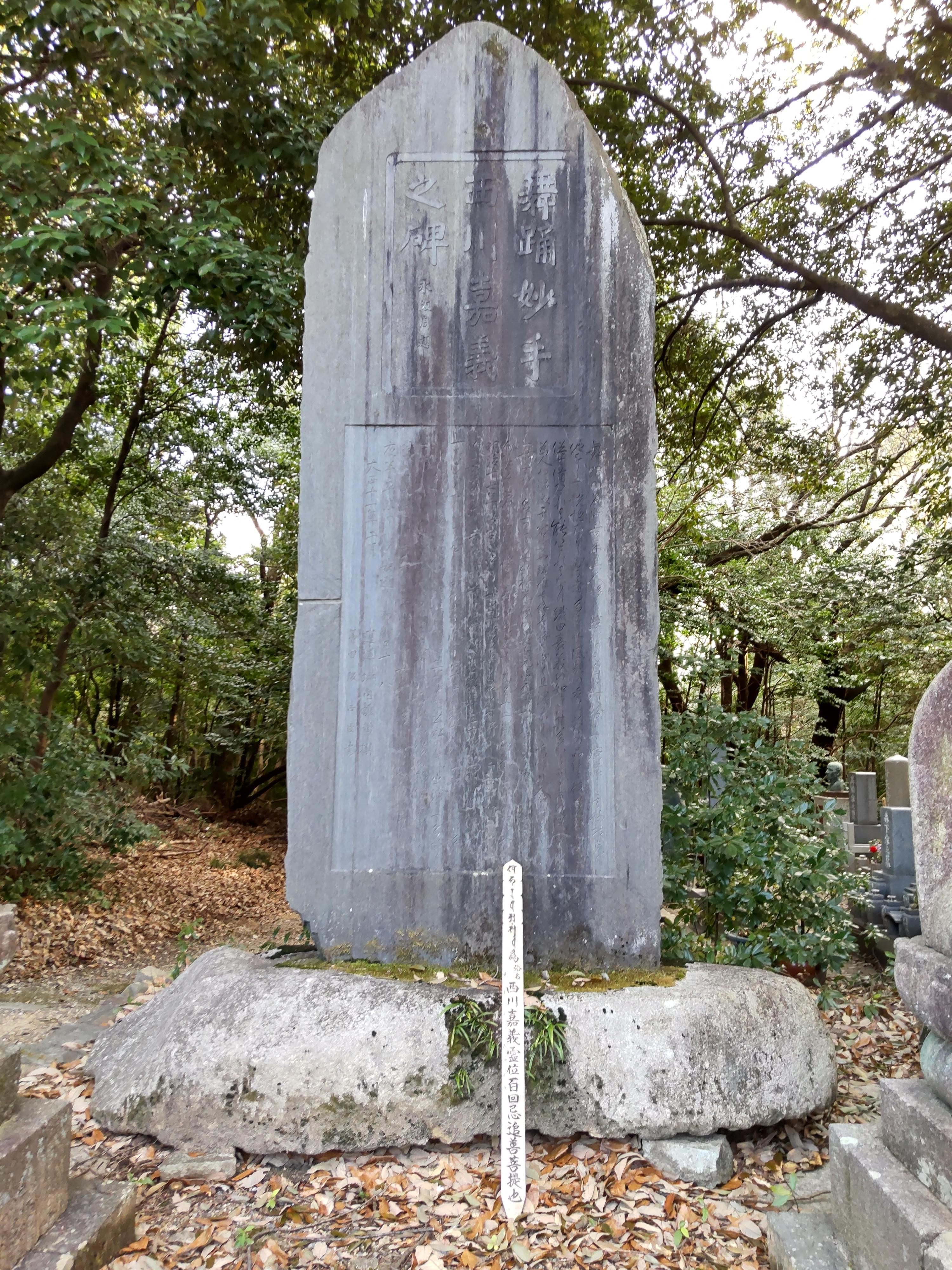
舞踊妙手西川嘉義之碑

妻セン（加藤セン子）は東大の近くにあった根津遊廓の大八幡楼の娼妓の花紫で、当時学生であった逍遙が数年間通いつめた後、1886年（明治19年）に結婚した。結婚する際には、元西条藩士の鵜飼常親の養女となっている。松本清張はこれを題材にした『文豪』を書いている。2人には子がなく、逍遙は兄・義衛（1850年〜1924年）の三男・士行を7歳のときに養子に迎えたが、後年士行の女性問題が原因で養子縁組を解消している。逍遥は幼少期に、この兄から文学的な影響を受けている。また写真家・能笛家の鹿嶋清兵衛とその後妻・ゑつの間にできた長女・くにを6歳の時に養女に迎えている。このくにの回想記『父逍遥の背中』（小西聖一編、中央公論社　1994年、中公文庫　1997年）には晩年の逍遥の様子が詳しく綴られている。甥の坪内鋭雄も早稲田大学を卒業後に作家となったが、日露戦争で戦死した。

## 主な作品

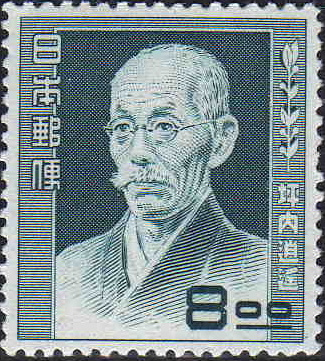
文化人シリーズ切手（第一次）

評論
- 『小説神髄』1885年（明治18年）
- 『劇壇の最近十年』（坪内雄蔵著）米山堂、1917年。
- 『少年時に観た歌舞伎の追憶』日本演芸合資会社出版部、1920年。
- 『芝居絵と豊国及其門下』春陽堂、1920年。

小説
- 『一読三嘆 当世書生気質』1885年（明治18年）
- 『未来の夢』1888年
- 『妹と背鏡』1889年
- 『細君』1889年（明治22年）

戯曲
- 『桐一葉』1894年（明治27年）
- 『牧の方』1896年（明治29年）
- 『役の行者』1916年（大正5年）

楽劇
- 『新曲浦島』1904年（明治37年）
- 『堕ちたる天女』1913年

研究
- 『シェークスピア研究栞』（『沙翁全集』40巻）1928年（昭和3年）
- 『イプセン研究』（河竹繁俊編）1948年（昭和23年）

翻訳
- シェイクスピア全集の翻訳[注釈 2]
  - 『沙翁全集』全40冊、第一編（1909年（明治42年）12月）のみ冨山房と早稲田大学出版部との共同出版、第二編以降は早稲田大学出版部の単独出版。第40編は著述で『シェークスピヤ研究栞』（1928年（昭和3年）12月刊行）当初第23編迄は『沙翁傑作集』といい、第24編より『沙翁全集』と改称、以後最初の分も『沙翁全集』と改称している。
  - 『新修シェークスピヤ全集』全20函（全40冊、1函に2冊収納）中央公論社。上記早大出版部本の改訂であるが『オセロー』などはほとんど新稿といえるほど面目を新たにしている（1933年（昭和8年）9月より1935年（昭和10年）5月迄配本）。
以後この版を底本に、戦後に創元社（全1冊）、新樹社、名著普及会（分冊）等から新版再刊された。中央公論社版は誤植が目立ち、付録月報の『沙翁復興』には正誤表が掲載されている号がある。2015年より電子書籍で再刊。

書簡集
- 逍遙新集『坪内逍遙書簡集』全6巻、早稲田大学出版部、2013年（平成25年）、ISBN 9784657138002

作品集
- 『逍遙選集』全12巻、別冊3巻、春陽堂、1926年(昭和2年)-1927年(昭和3年)　編集者は無記名であるが坪内逍遙自選。明治24年以前の著作は旧悪全書だとして収録しない方針であったが、出版社などの要求により別冊として収録。
- 『逍遙選集』全12巻、別冊5巻、第一書房、1977年(昭和52年)-1978年(昭和53年)　春陽堂版の復刊であると同時にそれに漏れた著作を別冊4巻、5巻に収録。事実上の全集。

校閲
- 早稲田大学校歌『都の西北』

編纂
『歌舞伎脚本傑作集 全12巻』（坪内逍遙、渥美清太郎 編）春陽堂、1921～1922年。
- 『歌舞伎脚本傑作集 第1巻』1921年。
- 『歌舞伎脚本傑作集 第2巻』1921年。
- 『歌舞伎脚本傑作集 第3巻』1921年。
- 『歌舞伎脚本傑作集 第4巻』1921年。
- 『歌舞伎脚本傑作集 第5巻』1921年。
- 『歌舞伎脚本傑作集 第6巻』1922年。
- 『歌舞伎脚本傑作集 第7巻』1922年。
- 『歌舞伎脚本傑作集 第8巻』1922年。
- 『歌舞伎脚本傑作集 第9巻』1922年。
- 『歌舞伎脚本傑作集 第10巻』1922年。
- 『歌舞伎脚本傑作集 第11巻』1922年。
- 『歌舞伎脚本傑作集 第12巻』1922年。